# Adrio z Alexandrie
Svatý Adrio z Alexandrie byl mučedník umučen ve 4. století v egyptské Alexandrii a to spolu se svatými Basilou a Viktorem.
Jeho svátek se slaví 17. května.